# 일동제약
일동제약은 대한민국의 제약회사다. 본사는 서울특별시 서초구 바우뫼로27길 2 (양재동)에 있다.

## 연혁
- 1939년 삼양공사(三陽公司)로 설립
- 1941년 3월 14일 극동제약으로 설립
- 1942년 5월 6일 일동제약으로 사명 변경
- 1959년 8월 유산균 정장제 '비오비타' 발매
- 1963년 7월 활성지속성 비타민 '아로나민' 생산 및 발매
- 1966년 일동제약 사가 제정
- 1969년 일동제약 도봉공장 준공
- 1970년 아로나민골드 발매
- 1971년 일동제약은 기술제휴를 통한 본격적인 전문의약품 개발 시작
- 1972년 아로나민 국내최초 캠페인 광고 '의지의 한국인'시리즈
- 1972년 미국 '와이어스제약'와 기술제휴 향상제,신경안정제,소화기계 의약품 기술계약제휴
- 1973년 미국 '와이어스'개발을 한 파란병에 하얀 위장약 암포젤엠 발매 특히 미국 '와이어스'만 특허사용개발 하였다
- 1973년 암포젤엠, 아티반, 오부라 0.25, 옥사인 엠 등 생산 판매로 치료제 전문메이커 발판 구축
- 1975년 고단위 종합영양제 바이팍스 발매
- 1975년 자본금 10억 원으로 기업 공개
- 1976년 美 화이트홀社와 사업제휴, 총판계약 체결
- 1976년 美 화이트홀社가 개발을 한 치질치료제 푸레파레숀H 수입발매
- 1976년 충청북도 청주시에 위치한 일동제약 원료생산공장 준공
- 1979년 신경통 치료제 인도펜 발매
- 1981년 日 시오노기社와 사업제휴
- 1982년 일동제약 중앙연구소 설립
- 1982년 옥사세펨계 항생물질제제 ‘시오마린' 제조, 발매
- 1986년 소화성궤양 치료제 ‘큐란'(라니티딘염산염) 발매
- 1986년 궤양치료제 원료 라니티딘염산염 3년간 보호지정
- 1987년 기존에 생산시설을 도봉공장에서 안성 GMP공장 완공 및 이전
- 1988년 안성 KGMP 적격업소 지정
- 1991년 말초혈액순환 개선 치료제 헬파 발매
- 1993년 3종 유산균 정장제 락토메드정 발매
- 1993년 위궤양 1일 1회 요법 치료제 큐란300 발매
- 1994년 활성비타민 아로나민골드 미국 수출
- 1996년 일동제약 현CI 사용
- 2009년 유아용 유산균 정장제 비오비타 탄생50주년
- 2011년 일동제약 창립70주년
- 2013년 독일 바이엘와 일반의약품 전제품 판매계약 체결
- 2013년 활성비타민 아로나민 탄생50주년
- 2016년 지주회사 분할 (일동홀딩스:존속분할 및 일동제약:신설법인)
- 2018년 카카오프렌즈와 콜라보 협력
- 2018년 치질치료제 푸레파인 출시
- 2020년 유산균 정장제 브랜드 비오비타 재출시
- 2021년 일동제약 창립80주년 기념
- 2021년 日 니치반(NICHIBAN)社와 판매협약체결
- 2023년 R&D 전문 계열사 유노비아 설립

## 제품

### 일반의약품
- 아로나민 (아로나민골드, 골드프리미엄, 씨플러스, 씨플러스미니, 실버프리미엄, 아이, 이엑스, 케어디엠, 케어싸이, 케어콤플렉스)
- 푸레파인 (연고, 좌제), 푸레파베인캡슐
- 캐롤 (캐롤시럽, 캐롤디, 캐롤에프, 캐롤엔)
- 엑세라민

### 전문의약품
- 피레스파
- 후루마린
- 베시보(신약)
- 텔로스톱/투탑스
- 라비에트

### 의약외품
- 메디터치
- 케어리브(제조사 : NICHIBAN)
- 잡스 (제조사 : ㈜팜클)

### 식품
- 비오비타
- 마이니 콜라겐 구미
- 생생톡톡 비타C
- 아로골드 (아로골드D, 아로골드D플러스, 아로골드Mg, 아로골드KIDS)
- 지큐랩 콜라겐 유산균C

### 건강기능식품
- 지큐랩시리즈 (데일리, 배배, 키즈)
- 마이니 시리즈 (건강기능식품 브랜드)

## 단종제품
- 나나콜
- 후라베린
- 펜타민
- 세라본
- 크로비탈
- 트랑키
- 탄보닝
- 네오탄보닝
- 비오티스
- 시메코
- 펜타인
- 오부라0.25
- 암포젤.엠
- 인도펜
- 푸레파레숀H
- 일동데노렉스액
- 암포젤엠현탁액
- 헬파
- 락토메드
- 락토큐 (과립, 정)
- 캐롤에프 시럽
- 지큐랩에스
- 관절엔
- 나트라케어 (바디와이즈아시아로 판매이관)
- 가스피스더블액션
- 엣센비타골드
- 화이투벤 (동화약품으로 판매이관)

## 본사 및 사업장
- 본사 : 서울특별시 서초구 바우뫼로 27길 2 (양재동)
- 안성공장 : 경기도 안성시 공단1로 25 (신건지동)
- 청주공장 : 충북 청주시 흥덕구 공단로 98번길 53

## 같이 보기
- 일동후디스
- 맥슨전자